# Hòa Hoãn Ông chúa
Hòa Hoãn Ông chúa (和緩翁主, 9 Tháng 3 năm 1738- 10 tháng 6 năm 1808) là ông chúa, vương tộc nhà Triều Tiên, vương nữ của Triều Tiên Anh Tổ và Ánh tần Lý thị. Tên thật là Lý Dung Uyển (李蓉婉), em gái của Trang Hiến Thế tử, cô mẫu của Triều Tiên Chính Tổ. Bà là dưỡng mẫu của Trịnh Hậu Khiêm, một văn thần nổi tiếng nhà Triều Tiên.
Nổi tiếng là có những xung đột với anh trai Trang Hiến và cháu trai Chính Tổ. Sau khi Anh Tổ qua đời, Chính Tổ tức vị, bị tước phong hiệu Công chúa và chỉ được gọi là 'Chính thê của Trịnh thị'. Tuy nhiên, được phục hiệu thời Cao Tông.

## Cuộc sống
Bà là con gái của Triều Tiên Anh Tổ và Ánh tần Lý thị, được Anh Tổ yêu thương hết mực, khiến cho người anh trai cùng mẹ Trang Hiến Thế tử ganh tị. Vì được yêu chiều hết mực, ông chúa vì thế sinh kiêu, can thiệp triều chính. Tuy với Trang Hiến là anh em cùng mẹ, nhưng muôn phần bất kính.
Anh Tổ Đại vương năm thứ 25, 1749, 6 tháng 7, hạ giá lấy Trịnh Trí Đạt (鄭致達), người ở Diên Nhật (延日), con trai của Nghị chính phủ (議政府) Hữu nghị chính (右議政) Trịnh Vũ Lương (鄭羽良) và cháu của Trịnh Huy Lương phái Thiếu Luận. Sinh được một con gái nhưng mất sớm khi mới lên hai, vợ chồng bà nhận Trịnh Hậu Khiêm (鄭厚謙), một văn thần nổi tiếng sau này, làm dưỡng tử. Sau này Trí Đạt mất sớm năm 1757, bà trở thành góa phụ.
Sau Chính Tổ cho lưu đày bà. Tuy nhiên, bà quay trở lại triều đình năm 1782, nhưng được hai năm thì lại bị lưu đày lần nữa năm 1784. Năm 1808, mất tại Pha Châu.

## Gia quyến
- Phụ vương: Triều Tiên Anh Tổ
- Đích mẫu: Trinh Thánh Vương hậu Từ thị (徐氏) và Trinh Thuần Vương hậu Kim thị (金氏)
- Sinh mẫu: Chiêu Dụ Ánh tần Lý thị(李氏)
  - Vương tỷ: Hòa Bình Ông chúa (1727 - 1748), hạ giá lấy Cẩm Thành vệ (錦城尉) Phác Minh Nguyên (朴明源)
  - Vương tỷ: Ông chúa (1728 - 1731)
  - Vương tỷ: Ông chúa (1729 - 1731)
  - Vương tỷ: Ông chúa (1732 - 1736)
  - Vương tỷ: Hòa Hiệp Ông chúa (1733 - 1752), hạ giá lấy Vĩnh Thành úy (永城尉) Thân Quang Tuy (申光綏)
  - Vương huynh: Trang Hiến Thế tử Lý Huyên (李愃; 1735 - 1762)
- Phu quân: Nhật Thành úy (日城尉) Trịnh Trí Đạt (鄭致達; 1732 - 1757)
  - Dưỡng tử: Trịnh Hậu Khiêm (鄭厚謙, 1749 - 1776) [2]
  - Trưởng nữ: Trịnh thị (鄭氏; 1756 - 1757)

## Trong văn hóa đại chúng
- Được diễn bởi Lee Sand-suk trong 500 Years of Joseon Dynasty - The Memoirs of Lady Hyegyeong MBC 1988-1989
- Được diển bởi Lee Hyo-chun trong Vương đạo KBS 1991
- Được diễn bởi Yu Hye-ri trong Hồng Quốc Vinh KBS 2001
- Được diển bởi Seong Hyeon-ah trong Lee San, Triều đại Chosun MBC 2007-2008
- Được diển bởi Seo Hyo-rim trong Viền đỏ trên tay áo MBC 2021